# Пенья, Маркос
Маркос Пенья (исп. Marcos Peña; род. 15 марта 1977, Буэнос-Айрес, Аргентина) — аргентинский политик и политолог, государственный деятель. С 10 декабря 2015 по 10 декабря 2019 года занимал должность премьер-министра Аргентины.

## Биография
Маркос Пенья родился 15 марта 1977 года в Буэнос-Айресе. Учился в начальной школе в Соединённых Штатах, так как его родители жили за границей. Вернувшись в Аргентину, он окончил среднюю школу в Буэнос-Айресе.
Пенья — сын Феликса Пенья, специалиста по внешней торговли, и Клары Браун.
Высшее образование со степенью в области политических наук получил в университете Торквато Ди Телла.
В 2002 году женился на журналистке Лусьяна Мантеро, с которой у него двое детей.

## Политическая карьера
В 2003 году Маркос Пенья был избран в законодательное собрание Буэнос-Айреса. В 2007 году мэр Буэнос-Айреса Маурисио Макри назначил его генеральным секретарём городской администрации.
В 2015 году избранный президентом страны Маурисио Макри назначил Пенья руководителем кабинета министров Аргентины. До этого он возглавлял его президентскую выборную кампанию. Через четыре года Макри проиграл очередные выборы и после вступления в должность нового президента страны был заменён.